# عمارة أخمينية

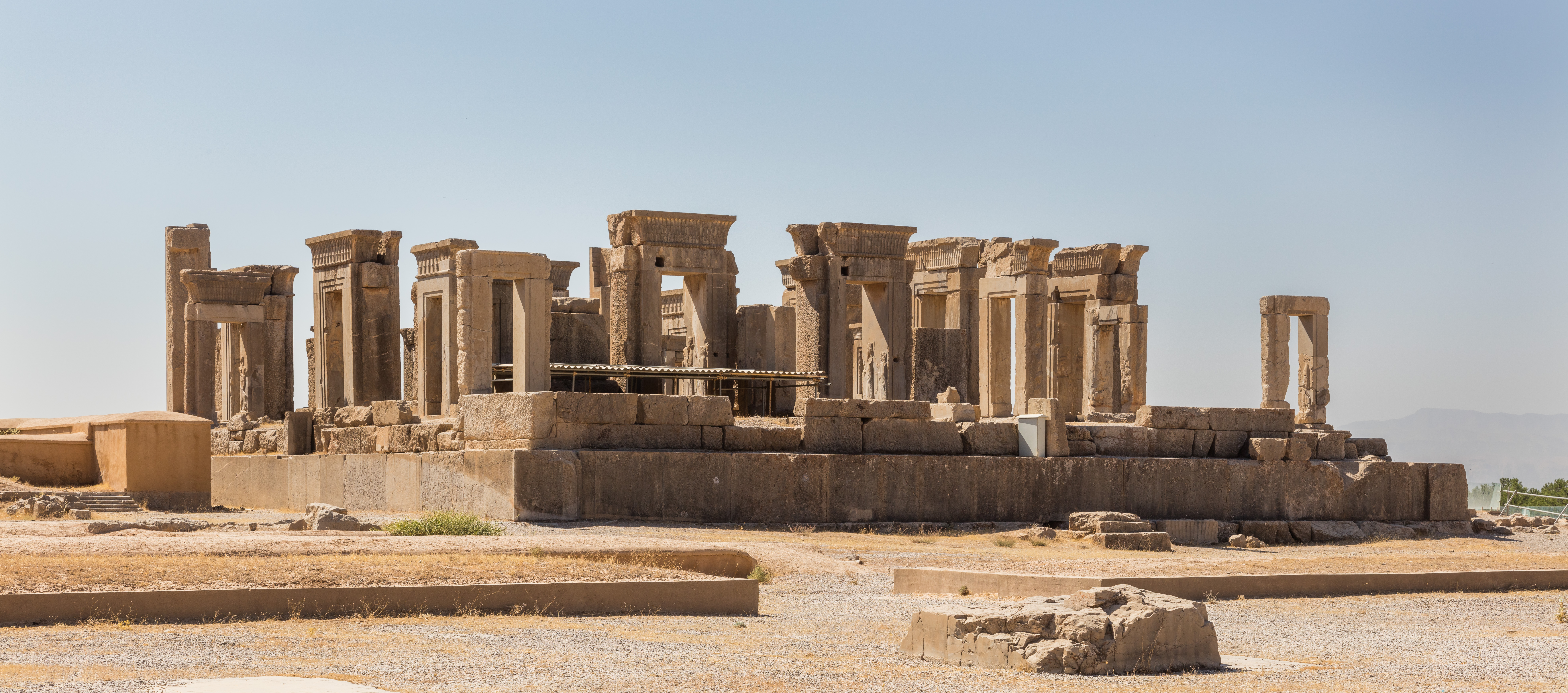
برسبوليس (تخت جمشيد)

تتضمن العمارة الأخمينية جميع الإنجازات المعمارية للفرس الأخمينيين التي ظهرت من خلال بنائهم لمدن مذهلة لحكمها واستيطانها (تخت جمشيد وشوشان وإكباتان)، وللمعابد التي شيدوها لإقامة العبادة والتجمعات الاجتماعية (مثل المعابد الزرادشتية)، والأضرحة التي تكرم الملوك الذين سقطوا (مثل ضريح كورش الكبير). تلخصت السمة الجوهرية للهندسة المعمارية الفارسية بطبيعتها الانتقائية لعناصر من عمارة الآشوريين والمصريين والمتوسطين واليونانيين الآسيويين ودمجها جميعًا لإنتاج هوية فارسية جديدة شوهدت في منتجهم النهائي. تُدرج العمارة الأخمينية أكاديميًا تحت العمارة الفارسية من ناحية الأسلوب والتصميم.
بدأ التراث المعماري الأخميني بتوسع الإمبراطورية في نحو 550 قبل الميلاد، وهي فترة غنية بالنمو الفني، تركت إرثًا معماريًا استثنائيًا ابتداءً بضريح كورش العظيم في باسارغاد وحتى الهياكل الرائعة لمدينة برسبوليس الفخمة. أعادت السلالة الساسانية (224- 624 ميلادي) إحياء التقاليد الأخمينية من خلال بناء معابد مخصصة لعبادة النار والقصور التذكارية، تزامنًا مع ظهور الإمبراطورية الثانية.
لعل أكثر المباني الملفتة للانتباه والموجودة حتى الآن هي آثار الباقية من مدينة تخت جمشيد، المدينة الفخمة التي أنشأها الملك الأخميني داريوس الكبير للوظائف الحكومية والاحتفالية، إضافة إلى كونها واحدة من عواصم الإمبراطورية الأربعة. استغرق بناء تخت جمشيد 100 عامًا، وفي نهاية الأمر أقدمت قوات الاسكندر على نهبها وحرقها في عام 330 قبل الميلاد. أقام داريوس الكبير بنى تحتية معمارية مماثلة في كل من شوشان وإكباتان، وشغلت هذه المدن وظائف مماثلة لتلك التي شغلتها تخت جمشيد مثل استقبال الشخصيات الأجنبية والمندوبين وإقامة الاحتفالات والواجبات الإمبراطورية إلى جانب كونها المدن التي سكن فيها الملوك.

## باسارغاد

### ضريح كورش العظيم

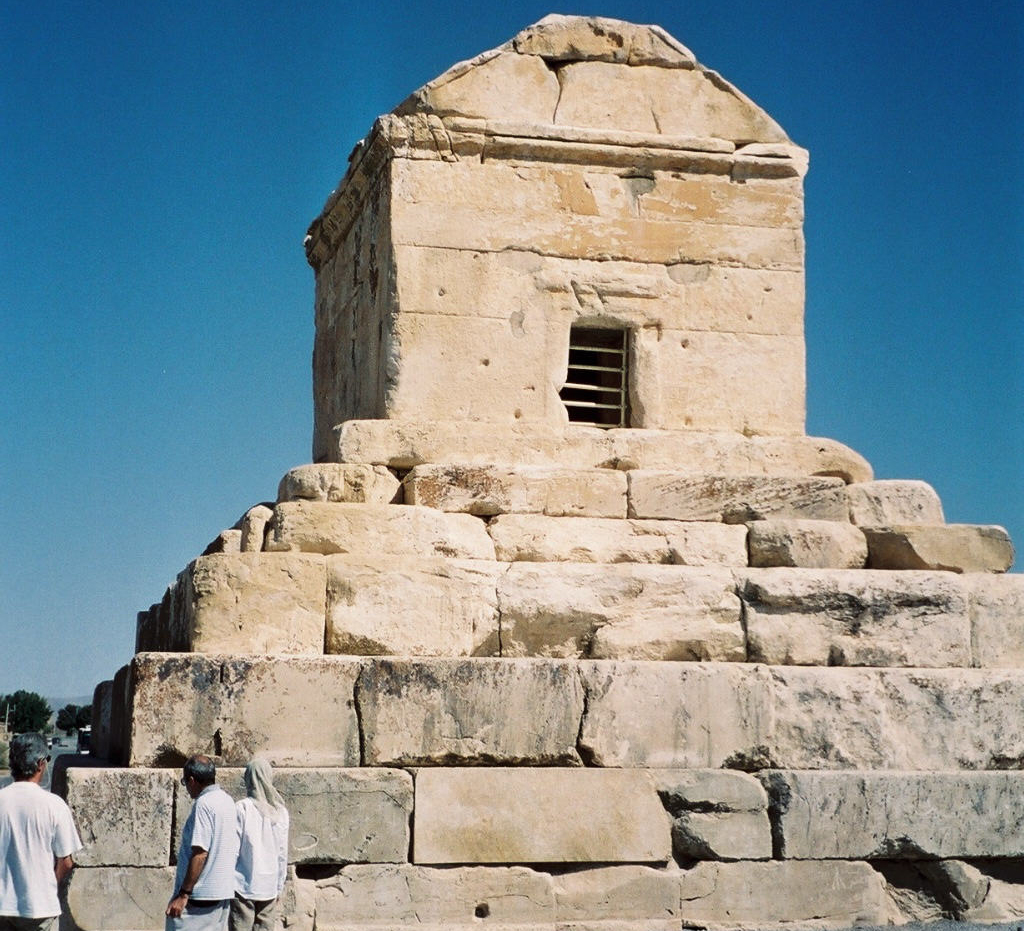
ضريح كورش العظيم

صمم كورش العظيم قبرًا يتميز بالبساطة والتواضع الشديد إذا ما قورن بقبور الملوك والحكام القدماء الآخرين، على الرغم من أنه قد بسط حكمه على قسم كبير من العالم القديم. لبساطة الهيكل تأثير قوي على المشاهد، فبغض النظر عن الكورنيش الزخرفي المموج تحت السقف والزهرة الصغيرة فوق المدخل الصغير، ليس هناك أي مشتتات تزيينية أخرى.

#### التفاصيل الهيكلية
بعد وفاة كورش العظيم، دُفنت بقاياه في عاصمته باسارغاد حيث ما يزال قبره المبني من الحجر الجيري (بُني نحو 540- 530 قبل الميلاد) موجودًا. تعطي الروايات القديمة المترجمة وصفًا حيًا للقبر من الناحيتين الهندسية والجمالية. لم يتغير الشكل الهندسي للقبر على مر السنين وما يزال يحتفظ بحجر كبير ذو شكل رباعي الزوايا في قاعدته (45 قدمًا *42 قدمًا)، ثم تليه سلسلة هرمية مكونة من سبعة أحجار مستطيلة أصغر حجمًا غير منتظمة (ربما كإشارة إلى الكواكب السبعة من النظام الشمسي)، ويصل ارتفاعها إلى 18 قدمًا، حتى يتحول الهيكل إلى صرح مكعب مستطيل الشكل مع فتحة صغيرة أو نافذة جانبية بالكاد يتمكن رجل نحيل من المرور عبرها. سقف الصرح والهيكل هو عبارة عن قوصرة ممدودة من الحجر الجيري.
الصرح أو «المنزل الصغير» عبارة عن مكعب مستطيل الشكل يقع مباشرة فوق الدرجات الحجرية الهرمية ويبلغ عرضه ستة أقدام ونصف (2 م) و6 أقدام ونصف (2 م) في الارتفاع وطوله 10 أقدام (3 م). يشغل الصرح من الداخل حجرة صغيرة يبلغ عرضها وارتفاعها بضعة أقدام ويصل عمقها إلى نحو عشرة أقدام. يحوي الصرح سقفًا على شكل قوصرة لها أبعاد الصرح نفسه طولًا وعرضًا. كان يوجد حول القبر سلسلة من الأعمدة التي استخدمت لتدعيم صرح آخر غير موجود اليوم. تدل شهادة آريانوس أن كورش العظيم قد دُفن بالفعل في الغرفة داخل الصرح، فهو يصف رؤيته له أثناء زيارته لباسارغاد، ولكن من المحتمل أن جسد كورش العظيم قد دُفن أسفل الهيكل وأن القبر الذي يظهر في الأعلى هو في الواقع عبارة عن تابوت أو قبر أجوف زائف.
كان هناك في الأصل تابوت ذهبي داخل الضريح يستريح على طاولة ذات دعامات ذهبية دُفن داخله جسد كورش العظيم. كان يوجد في مثواه غطاء مؤلف من نسيج وستائر مصنوعة من أفضل المواد البابلية المتاحة باستخدام صنعة وسيطة دقيقة، وكان يوجد تحت سريره سجادة حمراء ناعمة تغطي القاعدة المستطيلة الضيقة لقبره.

#### لمحة تاريخية
تتحدث الروايات اليونانية المترجمة بأن هذا القبر قد وُضع في حدائق باسارغاد الخصبة محاطًا بالأشجار وشجيرات الزينة مع مجموعة من الحماة الأخمينيين («المجوس»)، الذي تمركزوا في مكان قريب لحماية الصرح من السرقة أو من التلف.
كان المجوس عبارة عن مجموعة من المراقبين الزرادشتيين الموجودين في الموقع، يتمركزون في هيكل منفصل لكنه مرتبط بالصرح وربما كان على شكل خان، تعتني بهم الدولة الأخمينية وتدفع لهم مقابل عملهم (حسب بعض الروايات، حصلوا على راتب يومي من الخبز والدقيق وخروف واحد). كُلف المجوس بصيانة الصرح ومنع سرقته. بعد سنوات من ذلك وخلال الفوضى التي أعقبت غزو الاسكندر لبلاد فارس وفقدان السلطة المركزية التي توجه وتعتني بالمجوس، اقتُحم قبر كورش العظيم ونُهبت معظم الكماليات من القبر. عند وصول الاسكندر إلى القبر، انبهر بالأسلوب الذي عولج به وأقدم على استجواب المجوس وقدمهم للمحكمة. تتناول بعض الروايات قرار الاسكندر بمحاكمة المجوس على أنه كان يهدف إلى محاولة تقويض نفوذهم وإظهار سلطته في الإمبراطورية التي غزاها حديثًا أكثر من كونه قلقًا بشأن قبر كورش. أمر الاسكندر الأكبر أرسطوبول كاساندريا بتحسين حالة القبر وترميم داخله.

زُين القبر في الأصل بنقش مكتوب، وبحسب سترابو (ومصادر قديمة أخرى) جاء فيه:
يا للهول! أنا كورش العظيم، الذي أعطى الفرس إمبراطورية وكان ملكًا لآسيا. لذلك لا تحقد عليّ بسبب هذا الصرح.
نجا الصرح من اختبارات الزمن لنحو 2500 سنة. أرادت الجيوش العربية بعد غزوها لبلاد فارس وانهيار الإمبراطورية الساسانية، تدمير هذه القطعة الأثرية التاريخية لأنها لا تتوافق ومعتقدات الإسلام، إلا أن تفكير الفرس السريع منع هذه الكارثة، إذ أعادوا تسمية القبر وقدموه للجيش الغازي على أنه قبر والدة الملك سليمان، ومن المحتمل أن النقش قد فُقد في تلك الفترة.
أشاد محمد رضا بهلوي (شاه إيران)، وهو آخر ملوك بلاد فارس بالملوك الأخمينيين وخاصة كروش العظيم خلال احتفاله بمرور 2500 عام على الإمبراطورية الفارسية. أراد شاه إيران استكمال إرث كورش لإضفاء الشرعية على حكمه الذي أخذ بالتمدد، تمامًا مثل الاسكندر قبله. اهتم شاه إيران بشكل عام بحماية القطع الأثرية التاريخية في الإمبراطورية.
نجا قبر كورش العظيم من الفوضى الأولية التي نتجت عن الثورة الإيرانية وعن التخريب الذي نشره المتشددون الثوريون الإسلاميون الذين ساووا بين الآثار التاريخية للإمبراطورية الفارسية وشاه إيران الراحل. هناك ادعاءات بأن القبر معرض لخطر التلف بسبب بناء سد سيفاند على نهر بولفار (الموجود في مقاطعة بارس) وغيرها من المخاطر التي قد تسببها المياه، ولكن ليس هناك أي اعتراف رسمي بذلك. تعترف الأمم المتحدة بقبر كورش العظيم وبباسارغاد باعتبارهما موقعين من التراث العالمي لليونسكو.